# Zirri mirri
Zirri Mirri est le nom en basque d'un Jentil ou Mairu de la région de Oiartzun (Guipuscoa). Dans une légende de ce village on dit qu'une Mairu était domestique dans la maison Aramburu. Une nuit on entendit un cri à la porte. De l'intérieur, la Mairu demanda ce qui se passait. Depuis la porte la voix répondit :
« Zirri mirri ill dun. »
« Zirri mirri est mort. »
La domestique sortit, elle ne revint plus jamais. (voir aussi Zirpi zarba).